# Kokiria miharo
Kokiria miharo is een schietmot uit de familie Kokiriidae. De soort komt voor in het Australaziatisch gebied.